# الاتحاد الدولي لرياضة الرماية
الاتحاد الدولي لرياضة الرماية (ISSF) (بالإنجليزية: The International Shooting Sport Federation)‏ هي منظمة دولية مسؤولة عن رياضة الرماية حول العالم و تقيم مسابقات منتظمة في كل مجال من فروعها.

تأسست في عام 1907 باسم الاتحاد الدولي للرماية ثم تغير اسمها في عام 1998 إلى الاسم الحالي، يتبع لها في الوقت الحاضر أكثر من 150 اتحاد وطني للرماية من أفريقيا والأمريكتين وآسيا وأوروبا وأوقيانوسيا 

رئيس الاتحاد الدولي لرياضة الرماية هو فلاديمير ليسين وهو رجل أعمال روسي في مجال الصلب ورئيس الاتحاد الأوروبي للرماية ، منذ 30 نوفمبر 2018. يقع مقر الاتحاد في ميونيخ ، ألمانيا.

## المسابقات
يعترف الاتحاد بالمسابقات التالية كبطولات تابعة لها:
- الألعاب الأولمبية كل أربع سنوات (الأحداث الأولمبية فقط)
- بطولة العالم للرماية ISSF كل أربع سنوات ، بالإضافة إلى كل سنة أخرى للأحداث بندقية
- كأس العالم لـ ISSF أربع مرات في السنة بالإضافة إلى نهائي (الأحداث الأولمبية فقط)
- كأس العالم للشباب ISSF أربع مرات في السنة بالإضافة إلى نهائي (الأحداث الأولمبية فقط)
- البطولات الإقليمية ، مثل البطولات الأوروبية أو ألعاب عموم أمريكا